# The Gangster, the Cop, the Devil
The Gangster, the Cop, the Devil (악인전?, 惡人戰?, Ak-in-jeonLR) è un film del 2019 scritto e diretto da Lee Won-tae.

## Trama
Le vite di Jung Tae-sook, un onesto poliziotto, e di Jang Dong-soo, un boss della malavita, si incrociano quando entrambi si ritrovano a dover agire contro uno spietato assassino seriale: Tae-sook ha infatti intenzione di arrestare il criminale, mentre Dong-soo aveva rischiato di divenire la sua prossima vittima. I due uomini, pur avendo caratteri e storie diametralmente opposte, sono così costretti dagli eventi ad unire le forze, riuscendo infine nell'intento: l'assassino, dopo aver seminato ulteriori vittime, viene infatti catturato. Tae-sook è così promosso e per il malvivente (che si rivela essere un certo Kang Kyung-ho) l'esito del processo che ne consegue è una condanna a morte; tuttavia Dong-soo (grazie anche all'aiuto del poliziotto) decide di farsi arrestare, per poter avere la propria vendetta e sistemare in maniera ancora più crudele il serial killer.

## Distribuzione
In Corea del Sud, la pellicola è stata distribuita da Kiwi Media a partire dal 15 maggio 2019, e successivamente presentata all'edizione del Festival di Cannes del medesimo anno. In Italia la pellicola, dopo essere stata acquisita nel 2020 da Tucker Film, è stata proiettata in prima televisiva da Rai 4, in occasione del ciclo di pellicole Missione Estremo Oriente, il 20 novembre 2020.

### Edizione italiana
Il doppiaggio italiano è stato svolto presso la O.D.S. I dialoghi italiani e la direzione del doppiaggio sono di Francesca Vettori.

## Riconoscimenti
- 2019 - Sitges - Catalonian International Film Festival
  - Miglior film a Lee Won-tae
- 2019 - Neuchâtel International Fantastic Film Festival
  - Candidatura per il miglior film asiatico a Lee Won-tae
- 2020 - Grand Bell Awards
  - Candidatura per il miglior attore a Kim Sung-kyu